# Borís Zlotnik
Borís Zlotnik (Rusia, 1946) es un ajedrecista ruso afincado en España y que tiene el título de Maestro Internacional.

## Biografía
En el año 1963 consiguió el campeonato juvenil de la URSS, tras lo cual consiguió una plaza para estudiar en la escuela de M. Botvinnik, sexto campeón mundial, en la que ya habían estudiado personalidades del ajedrez como Anatoli Karpov y Gary Kasparov.
En el año 1975 ya se comenzó a dedicar a la formación, impartiendo en varias prestigiosas escuelas como la de Smyslov y la de Gary Kasparov
En 1991 se instaló en España y en 1993 es nombrado director de la Escuela de Ajedrez de la UNED.
Actualmente dirige los cursos de perfeccionamiento del Club de Ajedrez de la UNED de Guadalajara (España).
En el año 2004, Fabiano Caruana, con tan sólo doce años, se trasladó desde Estados Unidos a Madrid con toda su familia para que pudiera asistir a las clases de Boris.

## Libros (selección)
En relación con su constante labor pedagógica de alto nivel, ha publicado varios libros.